# Hôtel Kyriad
Kyriad est une marque hôtelière française, détenue par le groupe Louvre Hotels Group.

## Historique
La marque est créée en 2000.
En novembre 2014, Louvre Hotels Group (et donc Kyriad) est racheté par le groupe chinois Jinjiang International, fruit d'un partenariat commercial initié en 2011.
À partir de 2018, Louvre Hotels Group déploie la marque Kyriad en Asie en signant un accord avec le groupe Orange Tiger Private LTD propriétaire de Citrus Hotels en Inde, et annonce un développement international rapide. Kyriad crée la marque Kyriad Direct en novembre 2018 pour se positionner sur les établissements deux étoiles non-standardisés, marque exportée pour la première fois hors de l'Hexagone en 2022, en Espagne.

## Description
Kyriad compte 240 hôtels, principalement en France et en Chine, en Corée du Sud, en Indonésie, à Dubaï, au Maroc, en Algérie et en Espagne.